# Paderno Dugnano
Paderno Dugnano ist eine Gemeinde mit 47.435 Einwohnern (Stand 31. Dezember 2023) in der Metropolitanstadt Mailand, Region Lombardei.
Sie liegt knapp 20 km nördlich des Stadtzentrums von Mailand. Unmittelbare Nachbarorte sind Limbiate, Varedo, Nova Milanese, Senago, Cinisello Balsamo, Bollate, Cusano Milanino und Cormano.
Die Gemeinde ist Sitz des Unternehmens GDE Bertoni, welches den WM-Pokal der FIFA und andere Pokale produziert hat.

## Bevölkerungsentwicklung
Paderno Dugnano zählt 14.610 Privathaushalte. Zwischen 1991 und 2001 stieg die Einwohnerzahl von 43.963 auf 45.444. Dies entspricht einer prozentualen Zunahme von 3,4 %.